# Maciejowice (województwo świętokrzyskie)
Maciejowice – wieś w Polsce położona w województwie świętokrzyskim, w powiecie buskim, w gminie Gnojno.
| SIMC    | Nazwa    | Rodzaj    |
| ------- | -------- | --------- |
| 0238405 | Błonie   | część wsi |
| 0238411 | Olszynki | część wsi |
| 0238428 | Sokół    | część wsi |

W latach 1975–1998 miejscowość administracyjnie należała do województwa kieleckiego.